# Lac de Lhurs
Le lac de Lhurs est un lac naturel des Pyrénées françaises, situé dans le département des Pyrénées-Atlantiques en région Nouvelle-Aquitaine. Il fait partie du cirque de Lescun.
Il constitue le plus occidental des lacs de la chaîne pyrénéenne, accompagné du lac de la Chourique et du lac d'Ansabère, tous situés à la même longitude.

## Randonnées
Depuis le village de Lescun, il faut rejoindre le parking d'Anapia, puis la piste conduisant à Sanchèse.
Prendre à gauche une nouvelle piste, puis un chemin qui monte rudement dans le bois de Larangus. Au sortir de la forêt, longer une falaise, avant de pénétrer dans le vallon de Lhurs. Après avoir longé les flancs sud du Billare et parcouru quelques lacets dans un nouveau bois, rejoindre en quelques virages le lac de Lhurs niché dans une profonde cuvette glaciaire,.
Au sud de ce secteur, un sentier de randonnée permet d'accéder à un lac voisin : le lac d'Ansabère.